# 黃英采
黃英采，江西興國縣（今江西省興國縣）人，清朝政治人物、進士出身。
光緒六年，登進士，改禮部儀制司行走。光緒二十四年，道員用分發廣西補用知府。光緒二十八年，署廣西省南寧知府。